# Stazione di Toda-Kōen
La stazione di Toda-Kōen (戸田公園駅?, Toda-Kōen-eki) è una stazione ferroviaria situata nella città di Toda, nella prefettura di Saitama in Giappone. La stazione è servita unicamente dalla linea Saikyō della JR East.

## Storia
La stazione venne aperta il 30 settembre 1985.

## Linee e servizi
East Japan Railway Company
■ Linea Saikyō

## Struttura
La stazione è dotata di una banchina centrale a isola con due binari su viadotto. Lungo i binari passano anche quelli del Tōhoku Shinkansen.
| 1 | ■ Linea Saikyō | per Akabane, Shinjuku, Ōsaki e Shin-Kiba |
| 2 | ■ Linea Saikyō | per Musashi-Urawa, Ōmiya e Kawagoe       |

## Stazioni adiacenti
| «                                    | Servizio     | »             |
| Linea Saikyō                         | Linea Saikyō | Linea Saikyō  |
| ------------------------------------ | ------------ | ------------- |
| Ukima-Funado                         | Locale       | Toda          |
| Akabane                              | Rapido       | Musashi-Urawa |
| I treni Rapidi pendolari non fermano |              |               |